# Nofernoferuré
Nofernoferuré (i. e. kb. 1348–1343/42) ókori egyiptomi hercegnő a XVIII. dinasztia idején; Ehnaton és Nofertiti lánya.
Nofernoferuré Ehnaton 8. vagy 9. uralkodási évében született, a királyi pár hat leánygyermeke közül ötödikként, Ahet-Atonban, az apja által alapított új fővárosban. Neve („Ré legszebbje” vagy „Ré szépeinek szépe”) majdnem pontosan megegyezik nővére, Nofernoferuaton nevével; egyben ő az első, aki nem viseli nevében Aton napisten nevét, ami feltehetőleg azt hivatott hangsúlyozni, hogy a korábbi istenek kultuszának eltörlése Ré napistent nem érinti, hiszen Ehnaton őt azonosnak tartotta Atonnal.
Nofernoferuré a 13. vagy 14. uralkodási évben halhatott meg, talán az ebben az időben pusztító járványban. Elképzelhető, hogy a királysír Alfa termében temették el, a terem „C” falán négy nővérével együtt az ő nevét is felírták a hercegnők nevének felsorolásán (húga, Szetepenré már korábban meghalhatott), de később vakolattal letakarták; a Gamma terem B falának domborművéről pedig, mely Maketaton halálát vagy egy, a halála utáni megemlékezést ábrázol, Nofernoferuré hiányzik, a halott Maketaton előtt szüleiken kívül csak Meritaton, Anheszenpaaton és Nofernoferuaton Ta-serit látható.
A déli sírok melletti törmelékhalomban, az egyik nagyobb méretű, befejezetlenül maradt sír mellett 1984-ben találtak egy Nofernoferuré öltözőszobája feliratú cserépdarabot, amiből arra lehet következtetni, a hercegnő esetleg túlélte apját, és már a királysír lepecsételése után halt meg, de még azelőtt, hogy Ahet-Atont elhagyták volna.
Nofernoferurénak egy bájos képmása fennmaradt Tutanhamon sírjának kincsei közt: a ládafedélen a hercegnő a gyermekek szokásos testtartásában látható, egyik ujját szája elé emelve. Érdekesség, hogy nevében Ré nevét itt nem a szokásos napkorong-hieroglifával írták, hanem fonetikusan.